# Viale dei cecchini

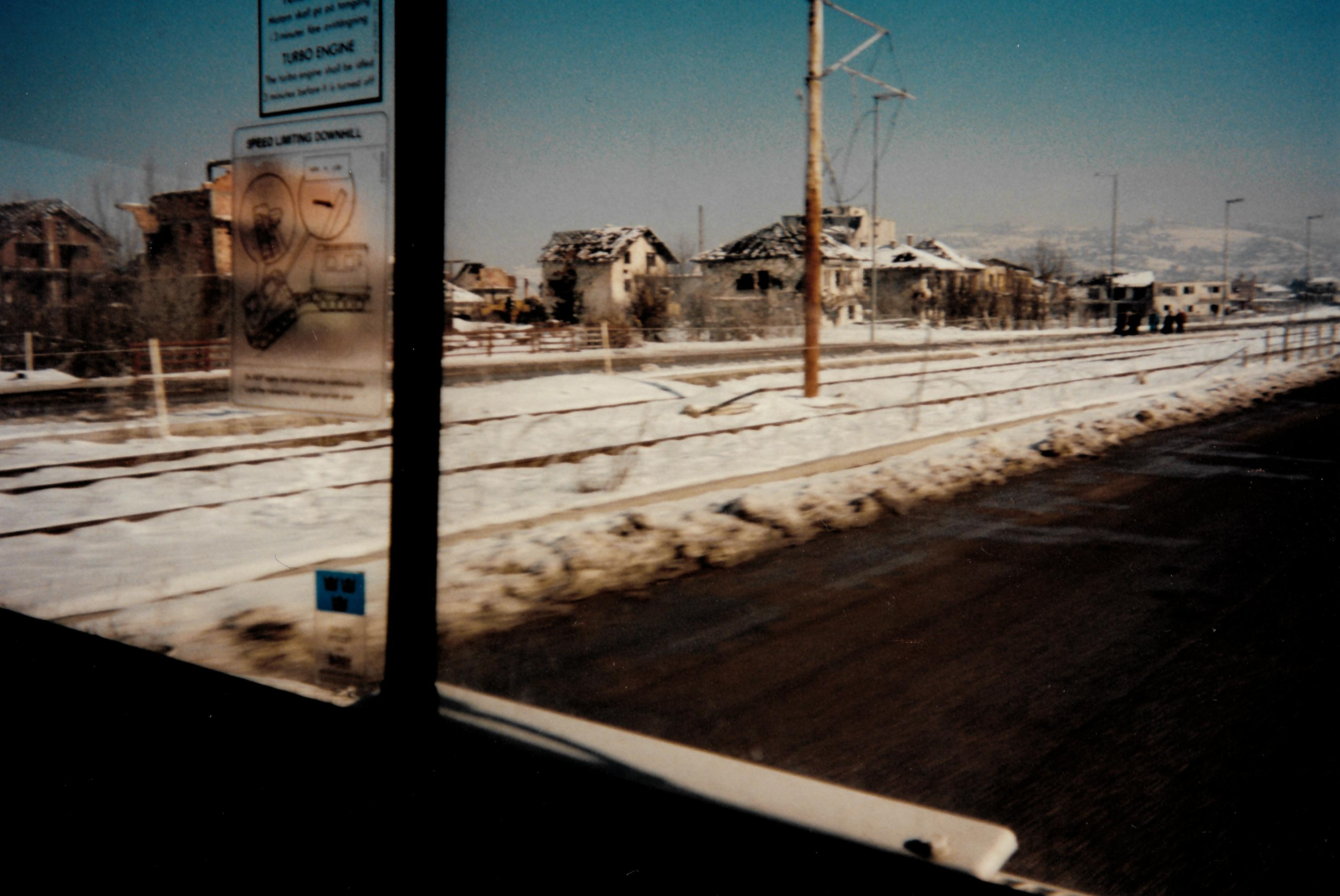
Il viale dei cecchini fotografato nel 1996

Ulica Zmaja od Bosne (in italiano Strada del dragone di Bosnia), conosciuta come viale dei cecchini (in lingua bosniaca Snaiper alea), era una strada della città di Sarajevo.
Divenne tristemente famosa durante la Guerra in Bosnia ed Erzegovina (1992-1995) a causa della presenza di numerosi cecchini appostati nelle vicinanze, che la resero pericolosa durante la guerra. La strada collega la parte industriale della città e l'aeroporto di Sarajevo, con molti siti di interesse storico e culturale della città vecchia. Inoltre lungo il percorso vi sono molti grattacieli che offrivano un'ampia area di fuoco ai tiratori.

## Storia
Anche le montagne che circondano la città sono state utilizzate per postazioni di tiro, fornendo una distanza di sicurezza e una buona visuale della città e del traffico urbano. Anche se la città era sotto costante assedio serbo, la popolazione doveva usare spesso la via di comunicazione, rischiando quindi la vita quotidianamente. Lungo gli edifici che costeggiano la strada furono realizzate diverse scritte che recitavano "Pazi - Snajper!" ("Attenzione - Cecchini!"). Le persone per sfuggire al tiro correvano dall'altra parte della strada oppure attendevano il passaggio dei veicoli blindati delle Nazioni Unite procedendo dietro di loro.
Secondo i dati raccolti nel 1995, i cecchini ferirono 1.030 persone e ne uccisero 225, 60 delle quali erano bambini.

## Nell'arte

### Cinema
- La strada venne ricostruita artificiosamente nel film The Peacemaker del 1997.
- Nel film di guerra Benvenuti a Sarajevo del 1997 dal regista Michael Winterbottom ci sono diverse scene e metraggio effettivo di cecchini che prendono di mira i residenti della città assediata.
- Nel documentario del 2008 Shooting Robert King vi è una scena in cui King afferma che si trovava nel mezzo di Sniper Alley a scattare fotografie ignaro del luogo ove si trovasse.
- Il film In the Land of Blood and Honey include alcune scene dell'attraversamento del viale.
- Sarajevo Safari 2022 di Miran Zupanic

### Musica
- Il gruppo italiano di musica indie Isola Azzurra ha dedicato a questo fatto storico un brano dal titolo Sarajevo, che letteralmente cita "Che morire a Sarajevo non è stata colpa mia, i cecchini presidiavano la via".[3]

### Letteratura
- L'artista ha Enki Bilal descrive questa parte di Sarajevo nel romanzo Le Sommeil due mostre.

### Videogiochi
- Nel videogioco del 2014 This war of mine vi è un luogo ispirato alla strada in cui i giocatori devono correre in campo aperto per evitare il fuoco dei cecchini dall'hotel.